# Cristóbal Colón y Aguilera
Cristóbal Colón y Aguilera (Madrid, 12 de septiembre de 1878-Fuencarral, 16 de septiembre de 1936) fue un noble español, decimosexto duque de Veragua. Vendió al Estado español el Archivo de Colón y murió asesinado al comienzo de la Guerra Civil.

## Vida
Nació en Madrid en 1878 como hijo de Cristóbal Colón de la Cerda, XV duque de Veragua, e Isabel de Aguilera y Santiago de Perales (prima del célebre coleccionista marqués de Cerralbo). Sus hermanos fueron María del Pilar Colón, XIV duquesa de la Vega, y Genaro Colón y Aguilera de la Cerda, quien falleció prematuramente. 
Colón estudió en la Universidad Central de Madrid, donde se licenció en Derecho en 1901. A diferencia de su padre, quien desarrolló una notable carrera parlamentaria y fue ministro de Alfonso XIII, llevó una vida discreta y alejada de la política. 
En 1910, falleció su padre y él lo sucedió en los títulos históricos de la casa de Colón: duque de Veragua, marqués de Jamaica, almirante de la Mar Océana y adelantado mayor de las Indias. Asimismo, pasó a ser propietario de la famosa ganadería de toros de lidia que fundara su abuelo y que vendió en 1928. Paralelamente, su afición principal se centró en la cría de caballos cimentando una reputación internacional por la notable yeguada árabe que formó en su finca de Valjuanete.
En 1926 vendió al Estado, a cambio de 1 250 000 pesetas, el Archivo de Colón, que pasó al Archivo de Indias.
Al comienzo de la Guerra Civil, su palacio fue asaltado, saqueado e incendiado por milicianos frentepopulistas, que asesinaron a varios criados. Poco después el duque y su cuñado, Manuel de Carvajal y Hurtado de Mendoza Téllez-Girón, XVI marqués de Aguilafuente, fueron asesinados el día 16, a pesar de la petición oficial de liberación cursada al ministro Julio Álvarez del Vayo por el decano del Cuerpo Diplomático, Aurelio Núñez de Morgado, embajador de Chile.
Al morir sin sucesión y sin hermanos sobrevivientes, sus títulos los heredó su sobrino Ramón Colón de Carvajal y Hurtado de Mendoza, quien adoptó el apellido Colón.

## ¿Posible implicación de Carrillo en el asesinato?
El certificado de defunción del duque de Veragua contrasta con un reportaje que publicó en su día el diario Alcázar hace más de tres décadas en el que se acusaba directamente a Santiago Carrillo de haber cometido el asesinato. Este reportaje, ampliado más adelante por el diario YA en su edición digital, contaba con la versión de un individuo, apodado ‘El Estudiante’ que habría sido testigo del asesinato del duque por parte del que fuera líder comunista. Declaración de ‘El Estudiante’:
“Al amanecer, creo que fue el 24 de agosto, me montaron en un ‘forito’, ocho cilindros muy viejo y fuimos a la carretera de Fuencarral. Al rato llegó un coche alargado de donde se bajaron cuatro milicianos y el quinto, el jefe de las checas, que aún yo no conocía entonces. Vestía un tabardo marrón y unas botas. No tendría más de 23 o 24 años. Era Santiago Carrillo. Apearon a tres señores y una señora, les hicieron andar sobre la cuneta unos doce metros y sin que yo me lo esperara, sacaron las metralletas y los mataron a los cuatro. Carrillo, que había dado la orden de ejecución, saltó a la cuneta y me dijo: Pionero, estudiante ven aquí. ¿Sabes quién es éste? Señalando a uno de los ejecutados que estaba tendido en el suelo en un charco de sangre. Este es el Duque de Veragua, el fascista número uno de España. Esto añadió Carrillo mientras sacaba una pistola debajo del tabardo (que recuerdo perfectamente del nueve de largo) y disparó tres tiros sobre el cráneo del Duque que ya estaba bien muerto”. El testimonio del Estudiante también relata como el propio Carrillo ordenó cortar el dedo al duque para sacarle el anillo que portaba. 
Hay algunos aspectos que llaman la atención sobre esta declaración, y que sería conveniente matizar. Según el certificado de defunción del duque de Veragua, este había fallecido como consecuencia de dos disparos en la cabeza (en la sien y en la nuca). Sin embargo, según la versión de ‘El Estudiante’, el duque primero fue acribillado a balazos por disparos de una ametralladora y después recibió tres (no dos) disparos en la cabeza efectuados supuestamente por Santiago Carrillo. 
El segundo dato que no coincide sobre la versión de ‘El Estudiante’ es la fecha de la muerte del duque de Veragua. Según ‘El Estudiante’ la ejecución se produjo el 24 de agosto de 1936, una fecha que no coincide con los datos, ya que se sabe que el duque aquel día estaba en libertad; sería detenido el 27 de agosto y asesinado el 16 o 17 de septiembre. ¿Cómo es posible que haya casi 20 días de diferencia?
En relación a Santiago Carrillo, tampoco se encuentra vinculación directa con el asesinato del duque. De hecho, tras la Guerra Civil, después de ser detenido Zacarías Ramírez, en ningún momento de su declaración hace alusión a la participación en el crimen de Carrillo.

## Títulos
- 31 de enero de 1912-16 de septiembre de 1936: XVI duque de Veragua, marqués de la Jamaica.